# Diamante Maria Scarabelli
Diamante Maria Scarabelli, anomenada La Diamantina (també: Diamante Scarabelli (Bolonya (Emília-Romanya), 6 d'octubre, 1675 - Idem. 5 d'abril, 1754), va ser una famosa cantant d'òpera italiana (soprano) del període barroc, especialment com a una prima donna a l'òpera veneciana i també va participar en l'Agripina de Händel.

## Biografia
Va néixer a Bolonya, filla de Giorgio Scarabelli i Giovanna Tavolini.
Sembla que va debutar a l'escenari d'òpera als 16 anys a la primavera de 1692 a Crema (Llombardia) amb l'òpera Pausania de Giovanni Lelimiti, en un conjunt amb el famós alt castrato Pistocchi. A l'hivern de 1692–93 va estar a Lodi i va cantar a Endimione de Paolo Magni i Giacomo Griffini (estrena: 24 de novembre de 1692) i a La Rosmene (probablement d'Alessandro Scarlatti).
Al voltant de 1695 a 1708 va ser oficialment una "virtuosa" al servei del duc de Màntua, Carles III Gonzaga-Nevers, i va continuar la seva carrera operística sota la seva protecció.
Diamante Maria Scarabelli aviat va sorgir com una de les prima dones més destacades de finals del segle xvii i principis del XVIII, al costat de cantants com Maria Maddalena Musi, Vittoria Tarquini i (una mica més tard) Margherita Durastanti. La Scarabelli va ser elogiada no només per les seves virtuoses habilitats de cant, sinó també per les seves habilitats com actriu.
Al Carnaval de 1695 va cantar per primera vegada a l'important "Teatre San Giovanni Grisostomo", el teatre d'òpera més magnífic de Venècia, que continuaria sent el centre brillant de la seva carrera. Va aparèixer a l'òpera Irene de Carlo Francesco Pollarolo.
El 1695–96 va estar al Teatre Ducale de Torí i el 1697 a Màntua. El mateix any va viure un dels moments més destacats de la seva carrera quan va cantar un paper de pantaló al pastitx Perseo al Teatre Malvezzi de la seva ciutat natal de Bolonya, amb música d'Aldrovandini, Giacomo Antonio Perti, Pollarolo i Bernardo Sabadini. Després d'aquesta actuació, un grup d'admiradors li va dedicar un recull de 14 poemes, titulat La miniera del Diamante en al·lusió al seu nom (Mòdena, 1697). Paral·lelament, va aparèixer un gravat de Girolamo Albrizzi, que representava la cantant amb un turbant, envoltada d'Apol·lo i les nou Muses.
El Carnaval de 1698 va tornar a estar a San Giovanni Grisostomo (segons una carta de Reinaldo III d'Este). A Milà el setembre de 1699 va aparèixer a l'òpera Ariovisto (amb música de Giacomo Antonio Perti i Paolo Magni) al costat del famós Domenico Cecchi ("il Cortona") i la contralt Barbara Riccioni.
Amb motiu de l'òpera d'Aldovrandini Le due auguste al Teatro Formagliari de Bolonya l'estiu de 1700, es va elaborar una llista de cantants, que demostra que Diamante Maria Scarabelli va rebre ara la suma força elevada de 260 doblons espanyols (doppie) per aquest sèrie d'actuacions; L'única cantant que va guanyar més en aquella època va ser la famosa Maria Maddalena Musi, amb 500 doblons (i per tant aparentment massa cara per als empresaris bolonyesos).
A Venècia el 1703, Diamantina va cantar al San Giovanni Grisostomo en l'estrena de Venceslao de Carlo Francesco Pollarolo el 7 de febrer de 1703, al costat del castrat napolità Nicolino (Nicolò Grimaldi), i va aparèixer en una serenata a l'aire lliure al Grand Canal el setembre de 1704, en el rol de Bellezza a Da la virtude ha la bellezza onore de Pollarolo, al costat de Vincenzo de Grandis.
Una fructífera col·laboració amb Antonio Caldara va començar el 1703 amb la seva òpera Gli equivoci del sembiante, que es va representar a Casale Monferrato per al duc de Màntua. El repartiment brillant també incloïa Domenico Cecchi ("il Cortona"), Maria Landini, Valentino Urbani i Santa Stella. Aquesta última es va convertir en un company d'escenari freqüent de Scarabelli els anys següents, inclòs en el carnaval de 1705 a Gènova a lArminio de Caldara i més tard també a Venècia (vegeu la llista de rols a continuació).

En el carnaval de 1707, amb motiu de lIl Mitridate Eupatore d'Alessandro Scarlatti al Teatre San Giovanni Grisostomo, Diamante Scarabelli, que s'havia fet malbé per l'èxit, va trobar que l'important compositor napolità preferia una altra cantant a ella. Bartolomeo Dotti va escriure irònicament:
| « | "…ei protegge, a quel ch’intendo, / una giovine meschina, / e la stima, oh caso orrendo! / molto più di Diamantina." ...protegeix, sento, / una pobre jove, / i la valora, oh horror! / molt més que Diamantina." | » |

– Bartolomeo Dotti: Satire, II, Genf 1757, S. 105
No obstant això, això no va canviar la seva popularitat entre el públic venecià, perquè en els anys següents, de 1707 a 1712, probablement Diamantina va viure el seu apogeu musical amb un compromís permanent al San Giovanni Grisostomo. Sembla que s'havia convertit en una cantant preferida dels compositors més importants de l'òpera veneciana: Antonio Lotti, Antonio Caldara i Carlo Francesco Pollarolo la van utilitzar en moltes de les seves estrenes, sovint al costat de la dona de Lotti, Santa Stella, Nicolino i el baix Antonio Francesco Carli (vegeu la llista). a continuació dels papers d'òpera).
George Frideric Händel, cap al 1710

Va ser durant aquest temps a San Giovanni Grisostomo quan va conèixer al jove George Frideric Handel, que va compondre el paper de la coqueta Poppea a la seva Agripina per a ella el 1709. Aquest paper és ric en coloratura i revela que Diamantina tenia una veu de soprano molt flexible i àgil.
Després de la mort del duc de Màntua l'estiu de 1708, el virrei de Nàpols, el cardenal Vincenzo Grimani, es va convertir en el seu patró (fins al 1710). Va ser un dels fundadors i copropietaris del Teatre San Giovanni Grisostomo. Després de la seva mort, va entrar al servei del duc de Mòdena Rinaldo d'Este.Reinaldo III d'Este.
A més de Venècia i Bolonya, Diamante Scarabelli també va aparèixer als escenaris de Parma, Piacenza, Torí, Reggio, Rovigo, Siena, Casale Monferrato, Pavia, Vicenza i Ferrara. Va cantar en obres de Pollarolo, Aldovrandini, Legnani, Giovanni Bononcini, Perti, Antonio Caldara, Tomaso Albinoni i Francesco Gasparini, entre d'altres. L'únic gran teatre d'Itàlia on la van voler contractar, però on no va actuar mai, va ser el San Bartolomeo de Nàpols. Pel que sembla, el viatge era massa llarg per a ella.
L'any 1714 va incórrer en la ira del duc de Mòdena, el seu protector, després de no complir un contracte amb el teatre de Gènova; Com a resultat, no se li va permetre aparèixer a Milà, sinó que va acceptar una oferta de Roma per aparèixer al teatre privat de la reina vídua Maria Casimira de Polònia, probablement a Amor d'un'ombra e gelosia d'un'aura de Domenico Scarlatti.
A Venècia ja no va cantar a San Giovanni Grisostomo a partir de 1715, possiblement un signe que la seva veu s'estava una mica debilitant i, per tant, ja no podia exigir honoraris tan elevats. Al "Teatre Santi Giovanni e Paolo" va cantar Marsia deluso de Pollarolo i Polidoro de Lotti al carnaval de 1715, i la temporada 1715–16 va estar al petit Teatre Sant'Angelo, on va aparèixer en òperes de Fortunato Chelleri, Albinoni i Gasparini.
La seva última aparició registrada va ser l'estiu de 1718 al Teatre Formagliari de la seva Bolonya natal com Emilia a Lucio Papirio d'Orlandini, al costat de Giovanni Paita, el soprano castrat, Antonio Pasi, la contralt Diana Vico i el contralt castrat Giambattista Minelli. En el llibret d'aquesta actuació es pot trobar la nota "in venerazione della Nobiltà di Bologna" (“en veneració a la noblesa de Bolonya”) després del seu nom.
Després de la seva retirada dels escenaris, gairebé no hi ha notícies sobre els Scarabelli; El 1725 va donar una "sessió" amb música i poesia a casa seva.
Va estar casada amb Giacinto Donati i va ser enterrada després de la seva mort a Bolonya el 5 d'abril de 1754 al Santuario del Corpus Domini.

## Rols (selecció)
La llista següent conté una selecció dels papers composts per a Diamante Maria Scarabelli "La Diamantina". La major part de la informació prové d'Eleanor Selfridge-Field i de Corago. La data i el lloc de l'estrena apareixen entre parèntesis; També s'indiquen els socis d'escenari més importants.
- Amore a Endimione de Paolo Magni (24 de novembre de 1692, Lodi)[4]
- Ermosilda a Ariovisto de Giacomo Antonio Perti i Paolo Magni (setembre de 1699, Milà); al costat de Domenico Cecchi (“il Cortona”) i Barbara Riccioni.[6]
- Teodora a Le due Auguste de Giuseppe Aldrovandini (16 d'agost de 1700, Teatre Formagliari, Bolonya); al costat de Angela Ghering i Nicolino Grimaldi[15]
- Lucinda a Venceslao de Carlo Francesco Pollarolo (7 de febrer de 1703, Teatro San Giovanni Grisostomo, Venècia); al costat de Nicolino (Nicola Grimaldi).[16]
- Tomiri a Gli equivoci del sembiante de Antonio Caldara (Carnaval (?) 1703, Teatro Nuovo, Casale); al costat de Domenico Cecchi (“il Cortona”), Maria Landini, Santa Stella i Valentino Urbani.[10]
- Bellezza a Da la Virtude ha la Bellezza onore de Carlo Francesco Pollarolo (setembre de 1704, Canal Grande di Rialto, Venècia); al costat de Francesco de Grandis.[9]
- Rosmonda a Arminio de Antonio Caldara (Carnaval 1705, Teatre Sant'Agostino, Gènova); al costat de Santa Stella.[11]
- Rosmira a L' onestà nelli amori de Antonio Caldara (1705, Teatre Sant'Agostino, Gènova); al costat de Santa Stella i Antonio Borosini.[17]
- Alarda a Il selvaggio eroe d'Antonio Caldara (20 de novembre de 1707, Teatre San Giovanni Grisostomo, Venècia); al costat de Santa Stella, Anton Francesco Carli i Nicolino Grimaldi.[18]
- Titelrolle a Partenope de Antonio Caldara (UA: 26. Dezember 1707, Teatro San Giovanni Grisostomo, Venedig)[19]
- Candaspe a Alessandro in Susa von Luigi Mangia (28 de gener de 1708, Teatre San Giovanni Grisostomo, Venedig).[20]020
- Lucinda a The innocent fratricide de Giacomo Antonio Perti (19. Mai 1708, Teatro Malvezzi, Bolonya); neben Matteo Sassano (gen. Matteuccio) und Anton Francesco Carli.[21]
- Titelrolle a Sofonisba d'Antonio Caldara (24. novembre 1708, Teatre San Giovanni Grisostomo, Venècia); Al costat de Anton Francesco Carli, Matteo Sassano (gen. Matteuccio) i del baix Giuseppe Maria Boschi.[22][23]
- Cunegonda a Il victor generous d'Antonio Lotti (12. gener de 1709, Teatre San Giovanni Grisostomo, Venècia); Al costat de Giuseppe Maria Boschi i Anton Francesco Carli.[24]
- Lindori a Ama più che men si crede d'Antonio Lotti (23 de novembre de 1709, Teatre San Giovanni Grisostomo, Venècia); Al costat de Anton Francesco Carli i Margherita Durastanti.[25]
- Poppea a Agrippina de Georg Friedrich Händel (26. desembre de 1709, Teatre San Giovanni Grisostomo, Venècia); Al costat de Margherita Durastanti, Anton Francesco Carli i Valeriano Pellegrini.[26]
- Teodora a Il comando non inteso et ubbidito d'Antonio Lotti (8 de febrer de 1710, Teatre San Giovanni Grisostomo, Venècia); Al costat de Margherita Durastanti.[27]
- Costanza a Isacio tiranno von Antonio Lotti (24. novembre 1710, Teatro San Giovanni Grisostomo, Venècia); Al costat de Aanton Francesco Carli i Margherita Durastanti.[28]
- Aspasia a Il Tradimento d'Antonio Lotti (17. gener de 1711, Teatre San Giovanni Grisostomo, Venècia); Al costat de Anton Francesco Carli.[29]
- Erifile a Publio Cornelio Scipione de Carlo Francesco Pollarolo (9. gener 1712, Teatro San Giovanni Grisostomo, Venècia); Al costat de Santa Stella.[30]
- Placilla a Spurio Postumio de Carlo Francesco Pollarolo (26. desembre 1712, Teatre San Giovanni Grisostomo, Venècia); Al costat de Margherita Durastanti i de Titelrolle.[31]
- Talestri a Alessandro fra le Amazoni de Fortunato Chelleri (27 d'octubre de 1715, Teatro Sant'Angelo, Venècia)[32]
- Tomiri a L'amor di figlio non conosciuto de Tomaso Albinoni (4 de gener de 1716, Teatre Sant'Angelo, Venècia)[33]
- Arsinoe a Il più fedele fra i vassalli de Francesco Gasparini (15. gener 1716, Teatre Sant'Angelo, Venècia); Al costat de Anton Francesco Carli[34]
- Emilia a Lucio Papirio de Giuseppe Maria Orlandini (Estiu 1718, Teatre Formagliari, Bolonya); Al costat de Giovanni Paita, Antonio Pasi, Diana Vico i Giovan Battista Minelli[13]